# 羅洪載
羅洪載（1489年—？年），字道與，四川重慶府永川縣人，民籍，治《書經》，明朝政治人物。

## 生平
四川鄉試第八名舉人。正德十六年（1521年）中式辛巳科會試第一百五名，登第二甲第五十三名進士。授户部主事，嘉靖二年（1523年）逮下镇抚司狱，降调湖州府通判。

## 家族
曾祖羅志高；祖父羅瓊；父羅鍪，曾任學正。母許氏。